# Batalla de Cissa
La batalla de Cissa fue parte de la segunda guerra púnica. Se libró en el otoño del 218 a. C. al sur de la ciudad íbera de Kesse, posteriormente Tarraco, en el noreste de España. El ejército romano, bajo Cneo Cornelio Escipión, derrotó a un ejército cartaginés en desventaja numérica mandado por Hannón y por lo tanto, obtuvo el control del territorio al norte del río Ebro, del que Aníbal se había apoderado unos meses antes, en el verano de 218 a. C. Esta fue la primera batalla que los romanos lucharon en España.

## Situación estratégica
Tras la conclusión con éxito del sitio de Sagunto, Aníbal Barca dejó descansar a su ejército, y en el verano de 218 a. C., habían comenzado a avanzar hacia Italia con 90.000 infantes y 12.000 jinetes (según Polibio), o 46.000 hombres a pie y 10 000 a caballo. Había pasado el verano conquistando la zona situada al norte del río Ebro. Después de someter a las tribus hispanas, pero dejando pacíficamente las ciudades griegas, Aníbal cruzaba la Galia para continuar su marcha a Italia, dejando a un contingente de guardia de los territorios recién conquistados y enviando a  un contingente de 10 000 soldados poco fiables a casa.

## Preparativos romanos
La armada romana movilizó en 219 a. C. 220 quinquerremes para apoyo en la Segunda guerra iliria. El cónsul Tiberio Sempronio Longo recibió 4 legiones (2 romanas y 2 aliadas, 8.000 romanos a pie y 16.000 aliados más 600 jinetes romanos y 1800 aliados) y las instrucciones de navegar por África acompañado por 160 quinqueremes. Publio Cornelio Escipión recibió 4 legiones (8.000 romanos y 14.000 aliados de infantería más 600 romanos y 1600 aliados a caballo) e izó la vela hacia España acompañado por 60 navíos. Sin embargo, las tribus galas boios e ínsubros habían atacado las colonias romanas del norte de Italia, causando que Escipión destinara parte de las fuerzas allí, con lo que su sustitución por legiones frescas retrasó su salida.
Si bien Aníbal marchó a través de la Galia, Escipión había desembarcado con su ejército en la ciudad griega aliada de Masilia. A continuación, envió una patrulla de caballería al norte hasta la orilla oriental del río Ródano, donde se enfrentaron con la misma fuerza a la caballería ligera númida, expulsando a los cartagineses después de luchar una dura escaramuza. Escipión marchó al norte desde su base, mientras que Aníbal marchó hacia el este de los Alpes. Una vez en el desierto campamento cartaginés, Escipión se enteró de que Aníbal se encontraba a 3 días de marcha, y decidió enviar sus fuerzas a España bajo el mando de su hermano mayor, el procónsul Cneo Cornelio Escipión, que fue cónsul en 221 a. C., en tanto que él mismo volvió a organizar en el norte de Italia las defensas contra Aníbal.

## Preludio
Asdrúbal Barca, hermano de Aníbal, tenía 12 650 soldados de infantería, 2550 de caballería y 21 elefantes en las posesiones cartaginesas al sur del Ebro. Aníbal dejó a Hannón con 10 000 de infantería y 1000 de caballería guarneciendo el recién conquistado territorio al norte del Ebro. Hannón ha sido identificado por varios autores como el sobrino de Aníbal (hijo de Asdrúbal el Bello), un hermano o sin ninguna relación con los bárcidas.
Cneo Cornelio Escipión, con 20 000 soldados de infantería (2 legiones romanas y 2 aliadas) 2200 de caballería y 60 quinquerremes, zarpó de Massilia y aterrizó en Emporiae, en España. Las ciudad griega de Emporiae y la ciudad íbera de Cesse (la Tarraco íbera) dieron la bienvenida a los romanos, y Cneo comenzó a ganarse a las tribus iberas al norte del Ebro. Asdrúbal Barca, después de ser advertido de la expedición romana, marchó al norte con un ejército de 8000 soldados de infantería y 1000 de caballería a unirse a Hannón.

## La batalla
Hannón había sido completamente sorprendido por la llegada de los romanos en España. Al ver el aflojamiento de las garras cartaginesas sobre las recién conquistadas tribus del norte debido a las actividades de Escipión, decidió ofrecer batalla. Hannón avanzó y atacó a los romanos al norte de Tarraco, cerca de un lugar llamado Cissa o Kissa. No hubo brillantes maniobras o emboscadas, los ejércitos formaron y se enfrentaron. Al ser en número dos a uno, Hannón fue derrotado con relativa facilidad, perdiendo 6000 hombres en la batalla. Por otra parte, los romanos consiguieron capturar el campamento cartaginés, junto con 2000 prisioneros y el mismo Hannón. En el campamento figuraban todos los equipajes dejados por Aníbal. Entre los presos también se incluía Indíbil, un influyente caudillo íbero que causaría más tarde graves problemas a los romanos. Los romanos también irrumpieron en la ciudad de Cissa, a pesar de que, para frustración de los romanos, no contenía ningún botín valioso.

## Consecuencias
Cneo se convirtió en dueño del norte del Ebro. Asdrúbal, que llegó demasiado tarde a ayudar a Hannón y aunque no era lo suficientemente fuerte como para atacar a los romanos, todavía cruzó el río y envió una columna que hostigó a la caballería y la infantería en una escaramuza. Esta fuerza capturó a marineros romanos, e infligió tales bajas que la eficacia de la flota romana en España se redujo de 60 a 35 buques. La flota romana sin embargo, allanó las posesiones cartaginesas en España. El prestigio romano se estableció en España, mientras que los cartagineses habían sufrido un importante revés. Después de castigar a los oficiales a cargo de los contingentes navales por la laxitud de su disciplina, Escipión y el ejército romano invernaron en Tarraco. Asdrúbal se retiró a Cartagena después de la deserción de algunas ciudades aliadas al sur del Ebro.
Si Hannón hubiera ganado la batalla, hubiera sido posible enviar refuerzos de la Hispania Barcida a Aníbal a partir de 217 a. C. Esta batalla trajo los mismos resultados de Escipión en España como la batalla del Trebia traería para Aníbal en Italia: el logro de una base de operaciones, ganarse a más de alguna tribu nativa como fuente de provisiones y reclutas, también cortó la comunicación por tierra de Aníbal desde su base en España. A diferencia de Aníbal, Escipión no puso en marcha inmediatamente una campaña en territorio enemigo al sur del río. Tampoco se arriesgó a perder su base, como haría Aníbal en un futuro próximo. Escipión tomó tiempo para consolidar sus explotaciones, subyugar o aliarse con las tribus hispanas y practicar incursiones en  territorio cartaginés. Estas actividades sentaron las bases para las futuras operaciones en España.

### Más información
- Dodge, Theodore A. (1891). Hannibal. Da Capo Press. ISBN 0-306-81362-9.
- Warry, John (1993). Warfare in the Classical World. Salamander Books Ltd. ISBN 1-56619-463-6.
- Livius, Titus (1972). The War With Hannibal. Penguin Books. ISBN 0-14-044145-X.
- Delbruck, Hans (1990). Warfare in Antiquity, Volume 1. University of Nebraska Press. ISBN 0-8032-9199-X.
- Lancel, Serge (1997). Carthage A History. Blackwell Publishers. ISBN 1-57718-103-4.

- Datos: Q1500211